# Нијепор Триплан
Нијепор Триплан (фр. Nieuport Triplane) је француски ловачки авион. Први лет авиона је извршен 1916. године. 

Највећа брзина у хоризонталном лету је износила 176 km/h. Практична највећа висина лета је износила 5180 метара а брзина пењања 75 метара у минути. Размах крила је био 8,01 метара а дужина 5,85 метара. Маса празног авиона је износила 417 килограма, а нормална полетна маса 629 kg. Био је наоружан једним синхронизованим митраљезом Луис калибра 7,7 милиметара.

## Наоружање
| Наоружање авиона: Нијепор      |     |
| Ватрено (стрељачко) наоружање  |     |
| Топ                            |     |
| Митраљез                       |     |
| Број и ознака митраљеза        | 1   |
| Калибар                        | 7,7 |
| Бомбардерско наоружање (бомбе) |     |
| Ракетно наоружање (ракете)     |     |